# Bekende Ruimte
De Bekende Ruimte (Engels: Known Space) is een fictioneel universum dat bedacht is door de Amerikaanse auteur Larry Niven, voor een verzameling sciencefictionverhalen en boeken.
Deze Known Space is het door de mensheid geëxploreerde deel van de Melkweg. Zij strekt zich ongeveer 60 lichtjaar vanaf de Aarde naar alle richtingen uit.

## Verhalen uit de Bekende Ruimte
De verhalen in de bekende ruimte spelen zich over een periode van ongeveer 1000 jaar af: ruwweg vanaf het jaar 2000 tot 3000.

### Door Larry Niven
- 1964 - "The Coldest Place"
- 1965 - World of Ptavvs - nl: Kzanol, de ruimtepiraat, later De Wereld van de Ptavvs
- 1965 - "Becalmed in Hell" - nl: "Dobberen in de hel"
- 1966 - "Eye of an Octopus" - nl: "Het oog van een oktopus"
- 1966 - "The Warriors" - nl: "De vechtjassen"  (Man-Kzin)
- 1966 - "Neutron Star" - nl: "Neutronster"
- 1966 - "How the Heroes Die"
- 1966 - "At the Core" - nl: "Naar het hart van de Melkweg"
- 1966 - "A Relic of the Empire" - nl: "Een relikwie van het imperium"
- 1966 - "At the Bottom of a Hole"
- 1967 - "The Soft Weapon" - nl: "Het zachte wapen" (Man-Kzin)
- 1967 - "Flatlander" - nl: "Vlaklander"
- 1967 - "The Ethics of Madness" - nl: "De regelen der waanzin"
- 1967 - "Safe at any Speed" - nl: "Veilig bij elke snelheid"
- 1967 - "The Adults"
- 1967 - "The Handicapped" - nl: "De misdeelden"
- 1967 - "The Jigsaw Man" - nl: "De legpuzzelman"
- 1968 - "Slowboat Cargo"
- 1968 - "The Deceivers"
- 1968 - "Grendel" - nl: "Llobee"
- 1968 - "There is a Tide" - nl: "Er is een getij"
- 1968 - A Gift From Earth - nl: "Een geschenk van Aarde"
- 1968 - "Wait It Out"'
- 1969 - "The Organleggers" aka "Death by Ecstacy"
- 1970 - Ringworld - nl: Ringwereld
- 1972 - "Cloak of Anarchy"
- 1973 - Protector - nl: Beschermheer
- 1973 - "The Defenseless Dead" - nl: "De weerlozen"
- 1974 - "The Borderland of Sol"
- 1975 - "ARM" - nl: "ARM"
- 1980 - The Ringworld Engineers - nl: Bouwers van Ringwereld
- 1980 - The Patchwork Girl
- 1990 - "Madness Has Its Place" (Man-Kzin)
- 1994 - "Procrustes"
- 1994 - "Ghost"
- 1995 - "The Woman in Del Rey Crater"
- 1996 - The Ringworld Throne - nl: Beschermers van Ringwereld
- 1998 - "Choosing Names" (Man-Kzin)
- 2002 - "Fly-By-Night" (Man-Kzin)
- 2004 - Ringworld's Children - nl: Kinderen van Ringwereld
- 2005 - "The Hunting Park" (Man-Kzin)

### Door andere schrijvers, in de Man-Kzin Wars serie
- 1988 - "Iron" (Poul Anderson)
- 1988 - "Cathouse" (Dean Ing)
- 1989 - "Briar Patch" (Dean Ing)
- 1989 - "The Children's Hour" (Jerry Pournelle & S.M. Stirling)
- 1990 - "The Asteroid Queen" (Jerry Pournelle & S.M. Stirling)
- 1990 - "Inconstant Star" (Poul Anderson)
- 1991 - "The Survivor" (Donald Kingsbury)
- 1991 - "The Man Who Would Be Kzin" (Greg Bear & S.M. Stirling)
- 1992 - "In The Hall Of The Mountain King" (Jerry Pournelle & S.M. Stirling)
- 1992 - "Hey Diddle Diddle" (Thomas T. Thomas)
- 1994 - "The Heroic Myth Of Lieutenant Nora Argamentine" (Donald Kingsbury)
- 1994 - "The Trojan Cat" (Mark O. Martin & Gregory Benford)
- 1995 - "The Colonel's Tiger" (Hal Colebatch)
- 1995 - "A Darker Geometry" (Mark O. Martin & Gregory Benford)
- 1995 - "Prisoner Of War" (Paul Chafe)
- 1998 - "Telepath's Dance" (Hal Colebatch)
- 1998 - "Galley Slave" (Jean Lamb)
- 1998 - "Jotok" (Paul Chafe)
- 1998 - "Slowboat Nightmare" (Warren W. James)
- 2002 - "Pele" (Poul Anderson)
- 2002 - "His Sergeant's Honor" (Hal Colebatch)
- 2002 - "Windows of the Soul" (Paul Chafe)
- 2003 - "One War For Wunderland" (Hal Colebatch)
- 2003 - "The Corporal In The Caves" (Hal Colebatch)
- 2003 - "Music Box" (Hal Colebatch)
- 2003 - "Peter Robinson" (Hal Colebatch)
- 2005 - "Three At Table" (Hal Colebatch)
- 2005 - "Grossgeister Swamp" (Hal Colebatch)
- 2005 - "Catspaws" (Hal Colebatch)
- 2005 - "Teacher's Pet" (Matthew Joseph Harrington)
- 2005 - "War And Peace" (Matthew Joseph Harrington)
- 2006 - Destiny's Forge (Paul Chafe)